# 2015 a vasúti közlekedésben
Ez a szócikk a 2015-ben történt vasúti eseményeket mutatja be.

## Események a világban

### Dátumhoz köthető események
- november 19. – Megnyílt a teljesen átépített Arnhem Centraal vasútállomás.
- december 1. – Átadták a teljesen újjáépített aradi vasútállomást.
- december 8. – A menetrendváltással Svédországban a Göteborg és Malmö közötti vonalon megnyílt a 8,5 km hosszú Hallandsås-alagút. Svédország leghosszabb alagútja lehetővé tette, hogy a két város között közlekedő vonatok számát a kétszeresére emeljék.
- december 9. – A menetrendváltás napján Németországban megnyílt a 123 km hosszú, Lipcse és Erfurt közötti nagysebességű vasútvonal.

## Események Magyarországon

### Dátumhoz köthető események
- április 4. - Pécel állomáson kisiklott a PSŽ vasúttársaság egy Fals sorozatú kocsija, amely napokon keresztül okozott nehézséget a 80-as vasútvonal forgalmában.[1]
- április 8. - Nógrádszakál állomáson kisiklott a ZSSK Cargo vasúttársaság tehervonata. A vonat első fele a Kishalom felé vezető vasútvonalon, hátsó kocsijai a Balassagyarmat felé vezető vágányon hagyták el az állomást.[2]
- június 4. - Megnyitották a Békéscsaba állomás fölött átívelő Barneváli felüljárót.[3]

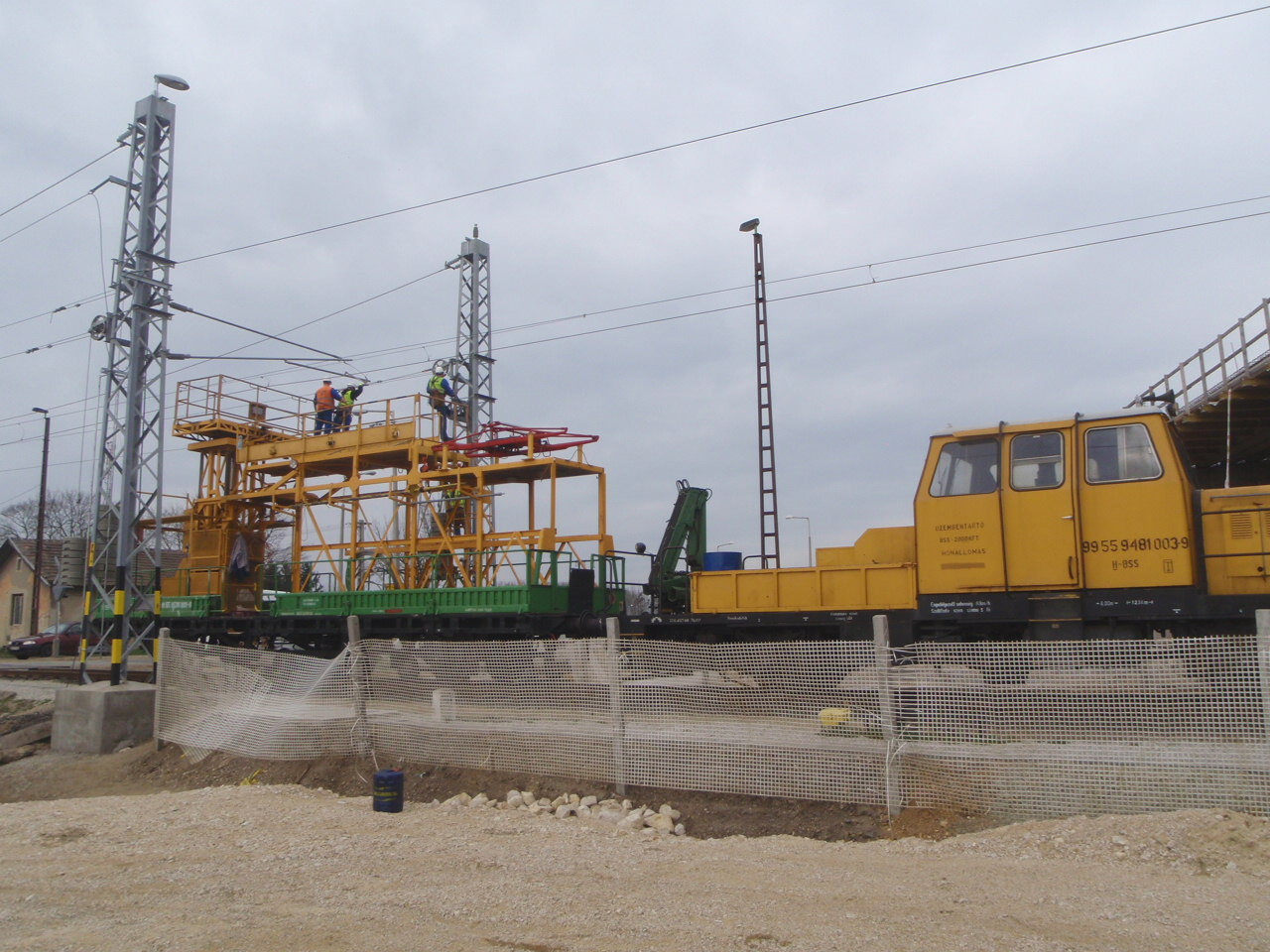
Vezetéképítési munkák a 16-os vasútvonalon 2015 tavaszán Hegyfalu állomáson

- június 15. - Megkezdődött a villamos vontatás Csorna-Porpác vasútvonalon.[4]
- június 22. – Karbantartási munkálatok miatt teljesen lezárták két hétre (2015. július 5-ig) a budapesti Nyugati pályaudvart.[5]
- július 27. – Záhony és Mándok között kisilott egy tehervonat. A vonat 150 méter hosszan tönkretette a vasúti pályát.[6]
- augusztus 16. – Négyen súlyosan, tucatnyian könnyebben megsérültek, amikor Acsa-Erdőkürt és Galgaguta állomások között a nyílt pályán összeütközött a MÁV-Start két személyvonata.
- szeptember 17. – Záhony és Mándok között újabb tehervonat siklott ki, a pálya pedig jelentős hosszon rongálódott meg.[7]
- november 5. – Átadták a 100-as vasútvonal teljesen átépített Szajol és Püspökladány közötti szakaszát.
- november 13. – Üzembe helyezték az újonnan kiépített ETCS L2 vonatbefolyásoló rendszert a Rajka és Hegyeshalom közötti vasútvonalon. Ez az első ETCS L2-vel felszerelt vasútvonal Magyarországon.
- november 25. – A magyar és a kínai fél aláírta a Budapest–Belgrád-vasútvonal átépítéséről szóló kormányközi szerződést. A tervek szerint a vasútvonalat kétvágányosra és 160 km/h-s sebességgel járhatóra építik át a következő években.[8]
- november 25. – Átadták a Mosonszolnok és Porpác közötti vasútvonal villamosított szakaszát.[9]
- november 26. – Lezárult a Budapest környéki elővárosi vasútvonalak P+R és B+R parkolóinak fejlesztését célzó másfél éves beruházás. Hat elővárosi vonal mellett 2800 autóparkolót és kerékpártárolókat alakítottak ki.[10]

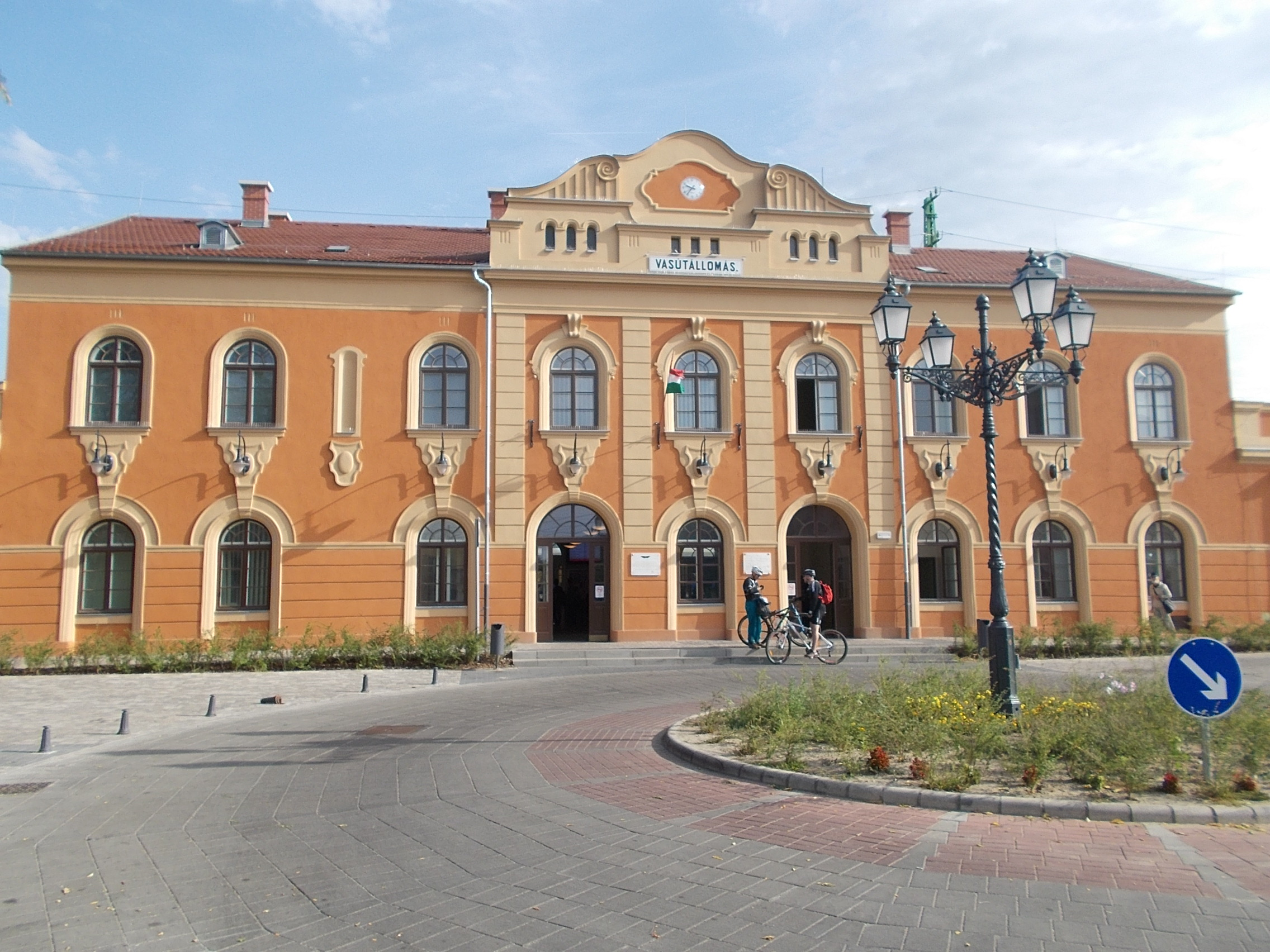
2015-ben teljesen felújították Vác vasútállomását

- december 1. – Befejeződött Vác vasútállomás 20 milliárd forintos átépítése.[11]
- december 10. – Befejeződött a Szolnok és Szajol közötti vasútvonal-szakasz átépítése.

### Határozatlan dátumú események
- Az illegális bevándorlás és a megfékezésére tett kísérletek jelentős változásokat okoztak a magyarországi vasútvonalak forgalmában. Augusztusban és szeptemberben jelentős fennakadások voltak a Keleti-pályaudvar forgalmában, egy időre megszakadt a vasúti összeköttetés München, Bécs és Budapest között. Leállították a forgalmat a Szeged és Röszke közötti vasútvonalon.
- 2015 januárjában a növényzet kiirtása és a csapadékos időjárás miatt földcsuszamlás következett be a budapesti Déli pályaudvar és Kelenföld vasútállomás közötti vasúti alagút déli bejáratánál. A földcsuszamlás miatt kövek hullottak a sínekre. A vasúttársaság nem vállalta az alagút üzemeltetésének kockázatát, így január 28-án a két vasútállomás közötti szakaszt kizárták a forgalomból, a Déli pályaudvaron pedig teljesen leállították a vonatok forgalmát. Az alagút rézsűjének helyreállításának ideje alatt a magyarországi sajtó kiemelten foglalkozott a Déli pályaudvar jövőjével, irodaházak és egy kórház építése is felvetődött. A spekulációkat végül a pályaudvar április 4-én történt újbóli megnyitása hallgattatta el. A Déli pályaudvar két hónapig tartott zárva.
- 2015 nyarán a MÁV átépítette a 142-es vasútvonal Kőbánya-Kispest–Kispest szakaszát, illetve Kispest állomás átmenő vágányait.
- 2015 nyarán elkészült a Hatvani vasúti híd.[12]
- 2015 elején a MÁV 55 használt Schlieren-kocsit vásárolt az osztrák államvasúttól. A kocsikat 2015 februárjától hozták az országba, majd a szolnoki járműjavítóban alakították át őket. A kocsik Kelet-Magyarországon, a miskolci elővárosi forgalomban álltak szolgálatba.
- Az év második felében lezajlott a Budapest–Miskolc-vasútvonal Nagyút és Mezőkeresztes közötti szakaszán a jobb vágány nyiltvonali szakaszainak rekonstrukciója.
- 2015 június közepén a pálya átadásával újra megnyílt a Dél-balatoni vasútvonal Lepsény és Zamárdi közötti szakasza.